# Jänijõgi
Jänijõgi – rzeka w Estonii o długości 28 km. Dorzecze rzeki ma powierzchnię 168 km².
Wypływa z zachodniej części wsi Ambla, a wpada do Jägali, której jest prawym dopływem.
W rzece występują pstrągi potokowe, lipienie pospolite i szczupaki pospolite.
Główne dopływy Jänijõgi to Tarvasjõgi i Liivoja.

## Linki zewnętrzne

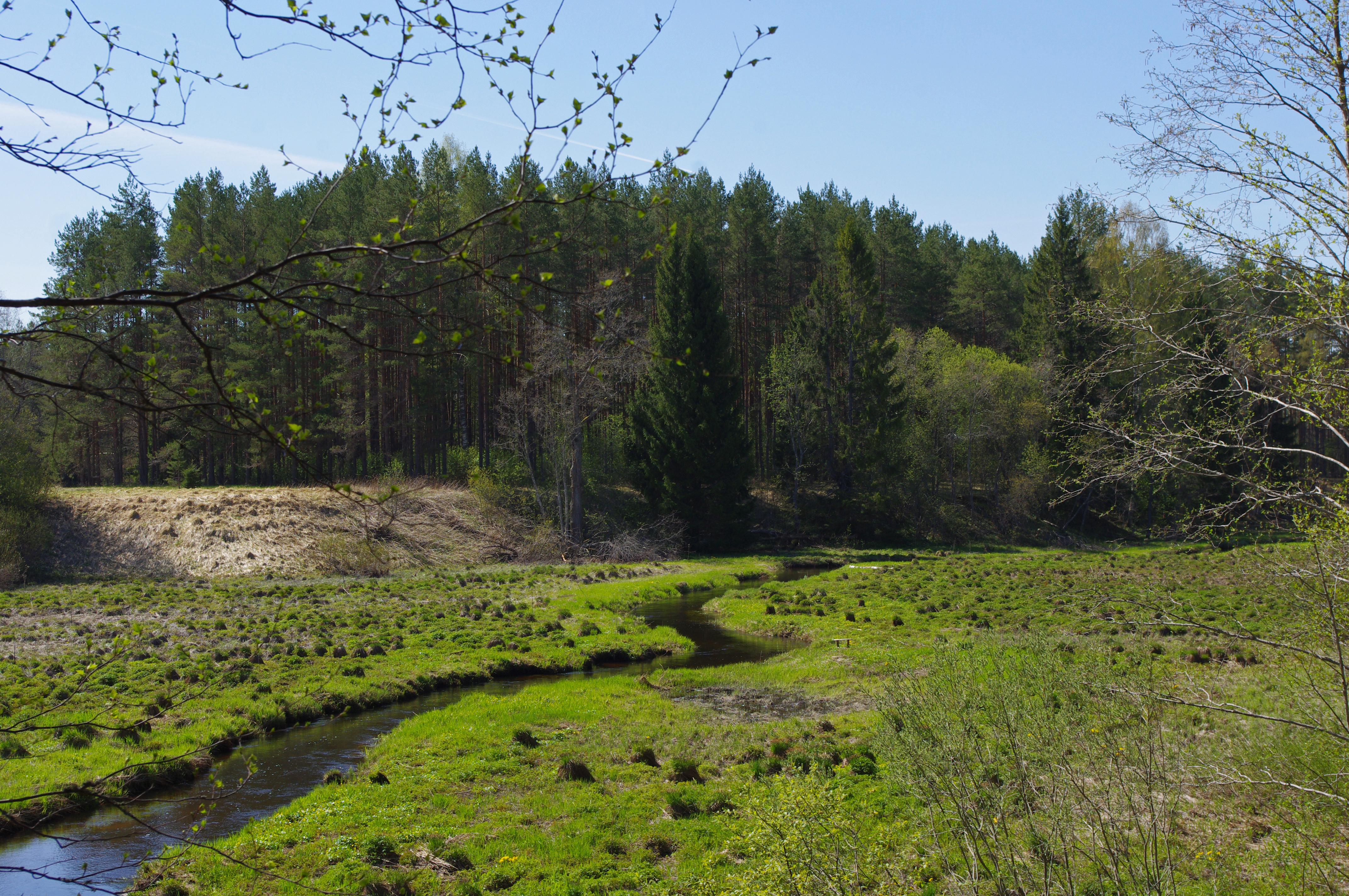
Jänijõgi